# Homaluroides incompletus
Homaluroides incompletus är en tvåvingeart som först beskrevs av Becker 1912.  Homaluroides incompletus ingår i släktet Homaluroides och familjen fritflugor. Inga underarter finns listade i Catalogue of Life.